# 4842 Atsushi
A 4842 Atsushi (ideiglenes jelöléssel 1989 WK) a Naprendszer kisbolygóövében található aszteroida. Ueda Szeidzsi és Kaneda Hirosi fedezte fel 1989. november 21-én.